# Filmworks XIV: Hiding and Seeking
 (novembre 2023).
Filmworks XIV: Hiding and Seeking est un album de John Zorn paru en 2003 sur le label Tzadik. Il s'agit de la musique du documentaire du même nom réalisé par Oren Rudavsky.

## Titres
| 1.    | Merkabah (Vocal) | 6:23 |
| 2.    | Sekhel           | 4:38 |
| 3.    | Zhakor (Vocal)   | 3:43 |
| 4.    | Muflah           | 5:19 |
| 5.    | Abulafia         | 2:27 |
| 6.    | Abulafia (Vocal) | 3:39 |
| 7.    | Chirik           | 4:26 |
| 8.    | Moadim           | 3:26 |
| 9.    | Zhakor           | 4:24 |
| 10.   | Sekhel (Vocal)   | 4:59 |
| 11.   | Adamah           | 4:27 |
| 12.   | Merkabah         | 5:31 |
| 53:22 |                  |      |

## Personnel
- Marc Ribot - guitare
- Kenny Wollesen - vibraphone
- Trevor Dunn - basse
- Cyro Baptista - percussions
- Ganda Suthivarakom - voix (1, 3, 6, 10)